# Instituto Nacional de la Juventud (Uruguay)
El Instituto Nacional de la Juventud (INJU) es un organismo estatal que depende del Ministerio de Desarrollo Social y que promueve, ejecuta y evalúa las políticas nacionales de juventud en Uruguay.

## Historia
Fue creado el 28 de diciembre de 1991 como una unidad ejecutora dentro del Ministerio de Educación y Cultura.Su primer director fue Jorge Gandini.  
En 1994 se adquiere un antiguo edificio bancario y se transforma en sede principal del INJU. En ese espacio se centralizaron las oficinas del instituto, así como también las oficinas de orientación y asesoramiento.
Apostando hacia la descentralización y cercanía, el instituto decidió crear sedes en todos los departamentos, con un servicio de atención e información en el cual se buscaba orientar, capacitar y promover la participación juvenil.
El 21 de marzo de 2005, con la creación del Ministerio de Desarrollo Social, el INJU pasó a depender del Ministerio recientemente creado.

### Ciudad universitaria
En el año 2020 se lanzó una nueva versión de la Tarjeta Joven. Es en este periodo, donde se inaugura una Ciudad Universitaria para estudiantes que vienen desde el interior a estudiar en la capital. Por otra parte, se lanza el programa ni Silencio Ni Tabú para abordar la salud mental en jóvenes y se realizan las primeras ediciones de los premios INJU.

## Cometidos
En el artículo 331 de la Ley N° 16.170 se establecen los principales cometidos del Instituto. 

a) Formular, ejecutar y evaluar las políticas nacionales relativas a la juventud, en coordinación con otros organismos estatales.

b) Promover, planificar y coordinar las actividades del Centro de Información a la Juventud, que desempeñará del referido Instituto, asesorando y capacitando el personal de las unidades locales de información.

## Tarjeta Joven
La Tarjeta Joven es un programa de beneficios y descuentos al cual pueden acceder jóvenes de entre 15 y 29 años. En el año 2016, con motivo del 25 aniversario del INJU, la tarjeta fue sustituida por una aplicación para celulares.
En 2022 es creada la Tarjeta Joven Visa Débito, la cual cuenta con el respaldo del Banco de la República Oriental del Uruguay y VISA. La misma puede utilizarse como una tarjeta de débito, mediante POS y tecnología contactless. La misma, además, cuenta con los beneficios con que ya contaba la Tarjeta Joven hasta el momento. De todas formas, la Tarjeta Joven de beneficios y descuentos continúa existiendo.

## Titulares
| Titulares               | Nombramiento | Cese         |
| ----------------------- | ------------ | ------------ |
| Jorge Gandini           | 1991         | 1994         |
| Alejandro Rico Andrad   | 2000         | 2005         |
| Santiago Soto           | 2015         | 2017         |
| Federico Barreto        | 2017         | 2020         |
| Felipe Paullier         | 2020         | 2023         |
| Aparicio Saravia Padern | 2023         | 2025         |
| Eugenia Godoy           | 2025         | En funciones |